# Nueva Granada
Nueva Granada – miasto w Kolumbii, w departamencie Magdalena.